# Porterville (Kalifornia)
Porterville – miasto (city) w hrabstwie Tulare, w środkowej części stanu Kalifornia, w Stanach Zjednoczonych, położone u podnóża gór Sierra Nevada, nad rzeką Tule. W 2013 roku miasto liczyło 55 174 mieszkańców.